# Isoetes valida
Isoetes valida är en kärlväxtart som först beskrevs av Georg George Engelmann, och fick sitt nu gällande namn av Willard Nelson Clute. Isoetes valida ingår i släktet braxengräs, och familjen Isoetaceae. Inga underarter finns listade i Catalogue of Life.